# Jean-Michel Papillon
Pour les articles homonymes, voir Papillon (homonymie).
Jean-Michel Papillon, né le 2 juin 1698 et mort à Paris en 1776, est un graveur sur bois et encyclopédiste français.

## Biographie
Jean-Michel Papillon naît à Paris le 2 juin 1698,. Il descend d’une lignée de graveurs originaires de Rouen et jouit de son vivant d’une grande réputation. Il est le fils de Jean II Papillon et de sa première femme, Marie-Madeleine Chevillion. Son frère est le graveur Jean-Baptiste-Michel Papillon, avec lequel il est souvent confondu. 
Il étudie la gravure sur bois auprès de son père et tente de réhabiliter cette technique. Il rédige ainsi un important Traité historique et pratique de la gravure en bois, en deux volumes, publiés à Paris, chez P.-G. Simon (1766), livre dont la partie historique contient de nombreuses erreurs, mais qui donne aussi beaucoup de renseignements précieux. Jean-Michel Papillon serait l'inventeur de la gravure en bois de bout.
Longtemps attaché à l’Imprimerie royale en qualité « de graveur en taille de bois », Papillon a fait, tant pour cet établissement que pour les libraires et imprimeurs, un nombre très considérable d’ornements de tous genres, ainsi que des articles sur son art pour l’Encyclopédie de Diderot et D'Alembert.
Papillon a réuni son œuvre gravé, auquel il a joint quelques œuvres de membres de sa famille, recueil qu’il a légué à la Bibliothèque du Roi, et qui se trouve aujourd'hui au département des Estampes de la Bibliothèque nationale de France. Le musée de l'Imprimerie et de la communication graphique, à Lyon, conserve une matrice xylographique gravée par Jean-Michel Papillon.  
Papillon a été marié deux fois : il épouse la première, Charlotte-Madeleine Thérèse Chauveau, en 1723. Elle est la fille de René Chauveau, sculpteur du roi, et petite-fille du célèbre graveur François Chauveau, et meurt en 1741. Sa seconde épouse, Marie-Anne Rouillon, épousée en 1742, a elle-même gravé quelques pièces en bois mentionnées dans le Supplément du Traité historique (p. 34).
Jean-Michel Papillon meurt à Paris en juin 1776,.

## Écrits
- Traité historique et pratique de la gravure en bois, trois volumes illustrés, Paris, P. G. Simon, 1766 - lire sur Gallica.

## Élèves
- Nicolas Caron